# Bulbophyllum acutibracteatum
Bulbophyllum acutibracteatum är en orkidéart som beskrevs av De Wild. Bulbophyllum acutibracteatum ingår i släktet Bulbophyllum och familjen orkidéer.

## Underarter
Arten delas in i följande underarter:
- B. a. acutibracteatum
- B. a. rubrobrunneopapillosum